# Водоспад «Бисків»
Водоспа́д «Бискі́в» (Біскі́в) — геологічна пам'ятка природи місцевого значення в Україні. Розташований у межах Вижницького району Чернівецької області, у східній частині села Бісків. 
Площа 0,5 га. Статус надано згідно з рішенням 18-ї сесії обласної ради XXI скликання від 21.12.1993 року. Перебуває у віданні ДП «Путильський лісгосп» (Усть-Путильське л-во, кв. 12, вид. 42). 
Статус надано з метою збереження мальовничого каскадного водоспаду заввишки 3 м. Розташований на річці Бісків, у межах гірського масиву Покутсько-Буковинські Карпати.